# Droga wojewódzka 194
Die Droga wojewódzka 194 (DW 194) ist eine 34,3 Kilometer lange Droga wojewódzka (Woiwodschaftsstraße) in der polnischen Woiwodschaft Großpolen, die Posen über Kobylnica und Pobiedziska mit der Droga ekspresowa S5 westlich von Gniezno verbindet. Die Straße liegt im Powiat Poznański und im Powiat Gnieźnieński.